# Panasivka, Kozeatîn
Panasivka (în ucraineană Панасівка) este un sat în comuna Puzîrkî din raionul Kozeatîn, regiunea Vinnița, Ucraina.

## Demografie
Componența lingvistică a localității Panasivka
     Ucraineană (99,51%)
     Alte limbi (0,49%)
Conform recensământului din 2001, majoritatea populației localității Panasivka era vorbitoare de ucraineană (99,51%), existând în minoritate și vorbitori de alte limbi.